# Physkos (Eponym)
Physkos oder Physkios (griechisch Φύσκος, Φύσκιος Phýskos, Phýskios) ist eine Gestalt der griechischen Mythologie.
Er war ein Enkel des Amphiktyon, Sohn des Aitolos und Vater des Lokros. Physkos herrschte im ozolischen (westlichen) Lokris, wo eine Stadt nach ihm benannt war. Außerdem soll jenes Volk der Lokrer nach ihm den Namen Physker erhalten haben.